# Loi russe sur les agents étrangers
Lire en ligne

https://rg.ru/documents/2012/07/23/nko-dok.html

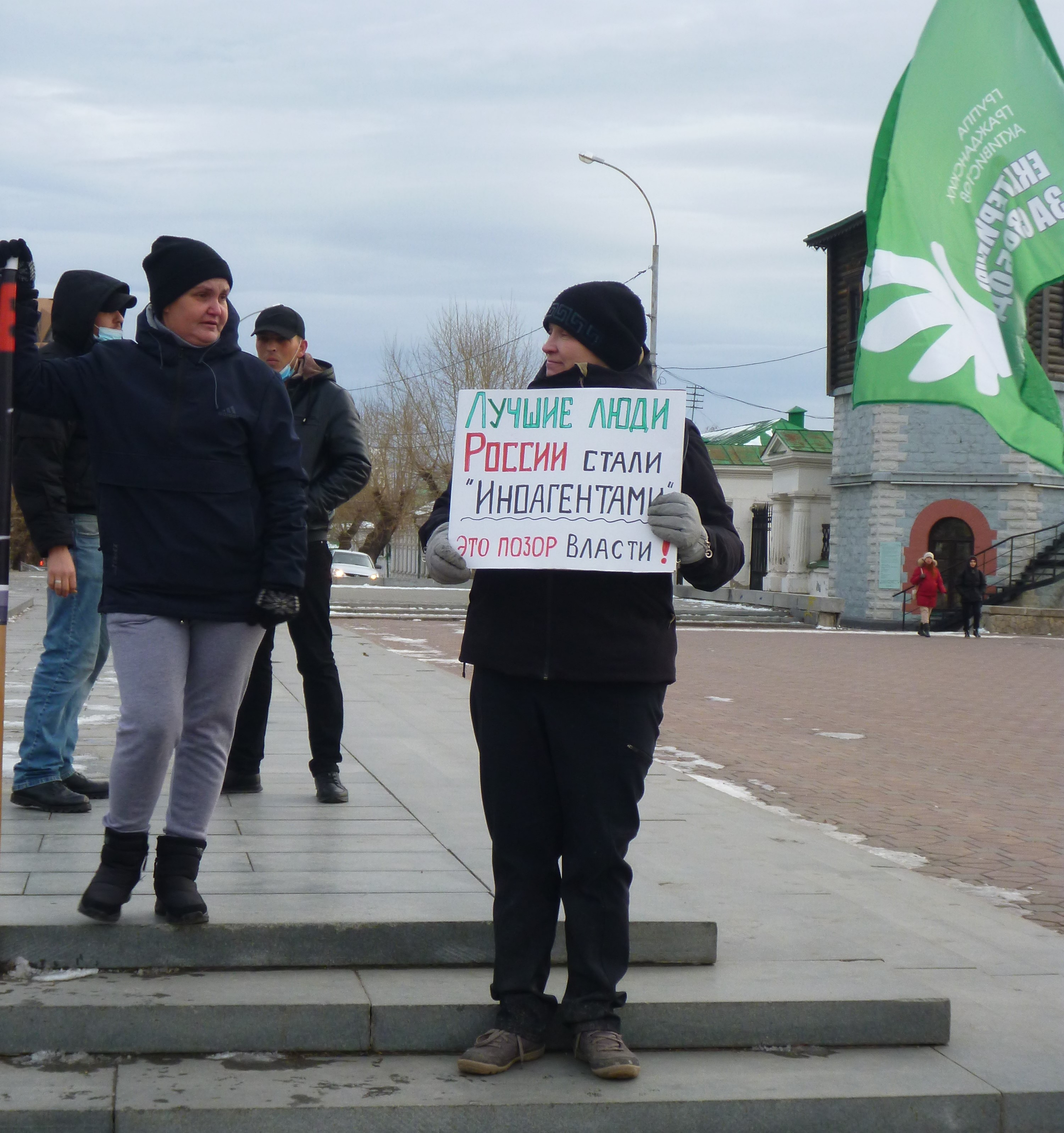
Manifestation individuelle contre la loi sur les agents étrangers.

La loi russe sur les agents étrangers exige que quiconque reçoit un « soutien » de l'extérieur de la Russie ou soit sous « l'influence » de l'extérieur de la Russie s'enregistre et se déclare comme « agent étranger ». Une fois enregistrés, ils sont soumis à des audits supplémentaires et sont obligés de marquer toutes leurs publications avec une clause de non-responsabilité de 24 mots indiquant qu'elles sont distribuées par un « agent étranger ». L'expression « agent étranger » (en russe : иностранный агент) en russe a de fortes associations avec l'espionnage de l'époque de la guerre froide. La loi a été vivement critiquée en Russie et à l'étranger comme violant les droits de l'homme et comme outil utilisé pour réprimer la société civile et la liberté de la presse en Russie, en particulier les groupes opposés à Vladimir Poutine,,,.
La loi est mise en œuvre en réponse aux manifestations contre le retour de Vladimir Poutine à la présidence lors de l'élection présidentielle de 2012, et a été conçue pour limiter les ONG indépendantes. Le projet de loi est présenté en juillet 2012 par le parti au pouvoir Russie unie et promulgué par Poutine le 20 juillet 2012. La nouvelle législation consiste en une série d'amendements au code pénal et aux lois « sur les associations publiques », « sur les organisations non commerciales » et « sur la lutte contre le blanchiment d'argent et le financement du terrorisme ». La loi entre en vigueur en novembre 2012 et est activement appliquée par le Service fédéral de sécurité à partir de février 2013,,. Ses partisans l'ont d'abord comparée à la législation américaine sur les lobbyistes employés par des gouvernements étrangers. Depuis son introduction, le champ d'application de la loi a été progressivement élargi.
Au début, la loi s'applique aux ONG recevant des fonds de l'étranger qui se livrent à des « activités politiques ». La désignation « agent étranger » a été imposée pour la première fois aux médias en 2017. En décembre 2019, Poutine signe une extension de la législation pour inclure les particuliers ou les groupes recevant un financement étranger qui publient « des rapports et des documents imprimés, audio, audiovisuels ou autres ». En septembre 2021, la loi est élargie pour inclure les citoyens russes qui signalent ou partagent des informations sur la criminalité, la corruption ou d'autres problèmes liés aux services militaires, spatiaux et de sécurité ou à leurs employés,.

## Variétés d'«agents étrangers»

### Organisations russes à but non lucratif
Le 21 novembre 2012, la loi fédérale du 20 juillet 2012 no 121-FZ « des modifications des actes législatifs de la fédération de Russie concernant la réglementation des activités des organisations à but non lucratif exerçant les fonctions d'un agent étranger », qui sont les amendements à la loi fédérale du 19 mai 1995 no 82-FZ « des associations publiques », la loi fédérale du 12 janvier 1996 no 7-FZ « des organisations à but non lucratif », la loi fédérale du 7 août 2001 no 115-FZ « de la lutte contre la légalisation (blanchiment) des produits du crime et le financement du terrorisme », au code pénal russe et au code de procédure pénale russe entrent en vigueur. Conformément à cette loi, les organisations russes à but non lucratif, à l'exception des entreprises publiques et municipales, peuvent être déclarées agents étrangers si elles participent à des activités politiques en Russie et reçoivent des fonds de sources étrangères. L'activité politique est définie comme toute influence sur l'opinion publique et la politique publique, y compris l'envoi de demandes et de pétitions.

### Médias
Le 25 novembre 2017, les modifications, contenues dans la loi fédérale no 327-FZ « des modifications des articles 10.4 et 15.3 de la loi fédérale “de l'information, des technologies de l'information et de la protection de l'information” et de l'article 6 de la loi de la fédération de Russie “des médias” », entre en vigueur. Conformément à ces modifications, toute personne morale étrangère distribuant des documents imprimés, audio ou audiovisuels peut être déclarée média étranger exerçant les fonctions d'« agent étranger » même si cette personne morale n'a pas de succursales ou de bureaux de représentation en Russie. Les personnes morales étrangères désignées comme médias étrangers exerçant les fonctions d'« agent étranger » sont soumises à la loi russe sur les agents étrangers.
Le 2 décembre 2019, les modifications contenues dans la loi fédérale no 426-FZ « portant modification de la loi de la fédération de Russie “des médias” et de la loi fédérale “de l'information, des technologies de l'information et de la protection de l'information” », entrent en vigueur. Conformément à ces modifications, les personnes morales étrangères déclarées médias étrangers exerçant les fonctions d'« agent étranger » doivent constituer une personne morale russe et en informer les autorités russes.
En avril 2021, le ministère de la Justice déclare qu'un média financé de l'extérieur de la Russie pouvait être désigné comme « agent étranger » pour la publication de matériel en russe, même si cela ne constituait pas une participation à une activité politique.

### Citoyens russes, citoyens étrangers, personnes physiques apatrides qui distribuent des documents de médias étrangers exerçant des fonctions d'«agent étranger» et reçoivent des fonds de sources étrangères
Les modifications, contenues dans la loi fédérale du 2 décembre 2019 no 426-FZ « portant modification de la loi de la fédération de Russie “des médias” et de la loi fédérale “de l'information, des technologies de l'information et de la protection de l'information” », prévoient également la possibilité de désigner une personne physique comme « agent étranger ». Cela exige qu'une personne physique distribue un matériel d'un média étranger remplissant les fonctions d'un « agent étranger » (par exemple, dans les médias sociaux) et reçoive un financement de sources étrangères (par exemple, un salaire d'une société internationale),.

### Citoyens russes, citoyens étrangers, personnes physiques apatrides qui participent à l'activité politique en Russie
Le 30 décembre 2020, les amendements, contenus dans la loi fédérale du 30 décembre 2020 no 481-FZ « des amendements aux actes législatifs de la fédération de Russie concernant l'établissement de mesures supplémentaires pour contrer les menaces à la sécurité nationale », entrent en vigueur. Conformément à ces modifications, des marquages spéciaux sont prévus non seulement pour les publications des organisations à but non lucratif déclarées « agent étranger » mais également pour les publications de ses fondateurs, dirigeants, membres, employés. Les individus (citoyens russes, citoyens étrangers et apatrides) peuvent également être déclarés « agent étranger » pour leur activité politique. L'activité politique est définie comme toute influence sur l'opinion publique, y compris les publications dans les médias sociaux et les politiques publiques, y compris l'envoi de demandes et de pétitions. Recevoir des fonds de sources étrangères est facultatif - c'est tout à fait suffisant pour « exercer une activité en faveur » d'autorités, d'organisations, de citoyens et d'apatrides étrangers et internationaux. Les personnes déclarées « agent étranger » sont tenues de faire des déclarations spéciales et sont privées du droit d'exercer des fonctions publiques.

### Associations publiques non enregistrées
Les modifications, contenues dans la loi fédérale du 30 décembre 2020 no 481-FZ, prévoient la possibilité de désigner une association publique sans statut de personne morale comme « agent étranger » au même titre que les organisations à but non lucratif. Le ministère de la Justice crée le registre des associations publiques non enregistrées exerçant des fonctions d'« agent étranger » le 1er juin 2021.

## Implications pour les ONG
Le label d'agent étranger augmente les barrières à l'enregistrement d'une ONG en Russie. Cela inclut les restrictions imposées aux étrangers et aux apatrides d'établir ou même de participer à l'organisation. Une ONG doit alors se soumettre à des audits approfondis. Les pouvoirs de surveillance sont autorisés à intervenir et à interrompre les affaires internes de l'ONG avec des suspensions pouvant aller jusqu'à six mois.
Une fois étiquetées comme agents étrangers, les organisations sont obligées de marquer toutes leurs publications et de commencer chaque déclaration orale par une divulgation qu'elle est donnée par un « agent étranger ». Il limite également la manière dont une organisation étrangère peut faire des dons exonérés d'impôt à des personnes spécifiques ou à l'ONG en les obligeant à s'enregistrer et à figurer sur une liste très limitée d'organisations agréées.
Certaines ONG signalent un accès restreint aux représentants du gouvernement et aux institutions publiques et un harcèlement continu. Des raids d'ONG auraient été accompagnés par des équipes de télévision de la chaîne de télévision NTV,.
Un rapport du ministère de la Justice obtenu par le quotidien économique russe Vedomosti en mai 2016 a déclaré que la critique de la loi sur les « agents étrangers » est qualifiée d'activité politique en vertu de la loi sur les « agents étrangers ».

## Application

### Années 2010
Le 4 juin 2014, un amendement à la « loi sur les agents étrangers » entre en vigueur, autorisant le ministère de la Justice à enregistrer des groupes indépendants en tant qu'« agents étrangers » sans leur consentement, si le ministère considère les organisations comme engagées dans une « activité politique » et si l'organisation reçoit un financement étranger.
Au 29 juin 2015, selon un rapport du Commissaire aux droits de l'homme du Conseil de l'Europe, la liste des « agents étrangers » comprend au moins 70 ONG. Parmi celles-ci, seules cinq organisations ont volontairement accepté de se désigner elles-mêmes comme « agents étrangers ». Au moins 20 ONG ont cessé leur activité en totalité ou en partie, y compris par « autoliquidation ». La majorité des organisations ont été incluses au premier semestre 2015.
Au 24 octobre 2016, selon un rapport de Human Rights Watch, la liste des « agents étrangers » actifs comprend 105 ONG. Parmi celles-ci, quatre se sont inscrites volontairement et au moins 58 ont été poursuivis pour ne pas l'avoir fait.
Des agents des forces de l'ordre en Russie ont fait une descente dans les bureaux de plusieurs organisations ciblées pour saisir des documents et des dossiers liés à leur fonctionnement. Plusieurs organisations internationales de premier plan ont été ciblées, notamment Amnesty International, Human Rights Watch et Transparency International. Au total, plus de 55 organisations dans 16 régions russes ont été auditées. Ces raids sont souvent accompagnés par des journalistes de NTV, qui diffuse des programmes accusant les militants des droits de l'homme et de l'opposition de défendre les intérêts des États-Unis,,.
En juin 2017, la responsable de l'ONG de défense des droits humains « Union des femmes du Don » Valentina Tcherevatenko est officiellement inculpée de "détournement malveillant" des exigences légales énoncées dans la loi, ce qui en fait la première procédure pénale engagée pour non-respect. Tcherevatenko risque deux ans de prison.
Habituellement, la justification juridique de la désignation d'« agent étranger » n'est pas disponible. Piotr Maniakhine, qui a lui-même été désigné « agent étranger » et a répliqué devant un tribunal, a reçu une justification légale du ministère de la Justice qui a fait valoir que Maniakhine avait reçu un financement en devises étrangères sur la base de trois virements bancaires en USD, qui étaient entre les propres comptes de Maniakhine. D'autres raisons invoquées étaient un seul retweet à l'appui de « Meduza » et l'article de 2020 de Maniakhine sur la torture dans la police de Novossibirsk.

### Années 2020
En septembre 2021, la loi est modifiée et comprend une liste de 60 sujets, couvrant ceux qui pourraient être punis en ajoutant au registre des agents étrangers. En décembre 2021, plus de 100 médias russes ont été déclarés agents étrangers, beaucoup d'entre eux ont été contraints de fermer. Aucun procès n'est requis, une demande du Ministère de la Justice suffit pour déclarer une personne ou une organisation « agent étranger », le Ministère n'explique pas les raisons de son inclusion. Il y a de nombreux cas où cela contredit le bon sens, par exemple, l'Association Golos est déclarée agent étranger pour avoir reçu le prix Sakharov. La loi étendue sur les agents étrangers a permis aux autorités de fermer la plus ancienne ONG de défense des droits humains de Russie, « Memorial ».
Un rapport de 2021 d'OVD-Info détaille en détail la législation existante et la pratique de son application. Alors que le gouvernement affirme que la désignation n'empêche pas la liberté d'expression et garantit simplement la transparence quant à l'identité de ceux qui parlent, le rapport indique clairement que la réglementation a eu un fort effet dissuasif sur les médias, qui évitent de citer les organisations et les individus désignés comme agents étrangers, et les désignés eux-mêmes se retirent du débat public à la suite d'amendes financières élevées imposées par Roskomnadzor, par exemple pour avoir manqué un long avertissement légal même sur un partage de médias sociaux du message de quelqu'un d'autre. En outre, il est interdit à toute entité désignée comme agent étranger d'exercer les fonctions d'observateur électoral, d'expert législatif, de candidat aux commissions publiques de surveillance et à d'autres fonctions publiques. Dans le même temps, les critères de désignation sont extrêmement larges et flous, allant de la réception effective de bourses étrangères à la « participation à une conférence internationale avec hébergement aux frais de l'organisateur », « don d'amis ou de parents vivant à l'étranger » ou encore transfert de fonds propres à partir d'un compte propre en devises étrangères,.
Au printemps 2022, des dizaines d'autres journalistes, militants publics et scientifiques russes importants ont été déclarés agents étrangers : les politiciens Leonid Volkov, Garry Kasparov, Mikhaïl Khodorkovski, la politologue Ekaterina Schulmann, les journalistes Roman Dobrokhotov, Karen Shainyan (ru), Ielizaveta Ossetinskaïa, Alexandre Nevzorov, Alexeï Venediktov, Vladimir Kara-Mourza, l'historien Ievgueni Ponassenkov, le satiriste Victor Chenderovitch, les blogueurs youtube Maxime Katz et Iouri Doud, le journaliste Dmitri Gordon,. Une blague populaire dans la société libérale russe dit que « toutes les personnes honnêtes sont incluses dans la liste des agents étrangers »,,,. Aucun cas de radiation du registre n'a été enregistré.
Fin avril 2022, une série de nouveaux amendements à la loi sur les agents étrangers a été proposée par un groupe de députés à la Douma d'État et devait être soumise en juin de la même année. Le document modifié combinera toutes les mesures précédemment approuvées, en introduisant certaines extensions. Par exemple, s'il est approuvé, il permettra aux autorités de marquer comme agents étrangers même les personnes et les organisations qui ne reçoivent aucun soutien financier à l'étranger, une « influence ou pression » non spécifiée de certains acteurs étrangers suffira. Leurs proches et collègues se verront accorder le statut de « personne affiliée à un agent étranger », un registre spécial pour ces personnes sera également établi. Aussi, les sociétés commerciales pourront entrer dans le champ d'application de la loi. La loi modifiée interdit toute activité publique éducative devant un public de moins de 18 ans et permet au ministère de la Justice de bloquer des sites Web sans décision de justice.

## Cas notables
| Alliance des médecins (en)        | Incluse en mars 2021. L'alliance est un syndicat de médecins dirigé par Anastasia Vassilieva, une proche d'Alexeï Navalny. | en activité |  |
| Fondation anti-corruption         | Le 9 octobre 2019, le ministère de la Justice de Russie désigne la Fondation anti-corruption comme agent étranger en raison de paiements provenant des États-Unis et de l'Espagne. L'un de ces paiements était le versement de 50 dollars américains effectué par Iouri Maslikhov, citoyen russe résidant aux États-Unis. Dans une interview avec des journalistes, Iouri Maslikhov a déclaré qu'il avait transféré l'argent de son compte PayPal en tant que personne physique et qu'il avait déjà effectué de tels dons auparavant. Deux autres paiements d'un montant total de 138 505,41 ₽ (~2170 dollars américains) ont été effectués par le citoyen espagnol Roberto Fabio Monda Cardenas par l'intermédiaire de CaixaBank les 6 et 17 septembre 2019. Répondant à une question des journalistes sur la manière dont il a découvert les coordonnées bancaires de la Fondation anti-corruption après leur retrait du site officiel de l'organisation, Roberto Fabio Monda Cardenas n'a pas pu répondre. Ces paiements ont été effectués à un moment où le compte bancaire de la Fondation anti-corruption était gelé à la demande du Comité d'enquête de Russie. Bien que la Fondation anti-corruption ait restitué l'argent, le ministère de la Justice de Russie a refusé de retirer la Fondation anti-corruption du registre des « agents étrangers ». | Liquidée par la décision du 9 juin 2021 du tribunal de la ville de Moscou en tant qu'« organisation extrémiste » (procédure no 3а-1573/2021). |  |
| Comité contre la torture (Russie) | Le Comité russe contre la torture a contesté en justice son inscription au registre, mais le recours a été rejeté. Refusant de fonctionner dans les conditions prévues par la loi, il a annoncé sa dissolution,. | fermé |  |
| Dojd (TV Rain)                    | La chaîne de télévision indépendante russe Dojd (TV Rain) a été inscrite sur la liste des « agents étrangers » le 20 août 2021. Comme l'a déclaré un représentant du ministère de la Justice de la fédération de Russie lors de la réunion avec les membres du Conseil présidentiel pour la société civile et les droits de l'homme, Dojd a été désignée comme « agent étranger » à la demande du Service fédéral de supervision des communications, des technologies de l'information et des médias de masse en raison de la distribution de matériel préparé par des médias et des individus qui ont été déclarés « agents étrangers » auparavant, tels que Meduza, Current Time TV, Lev Ponomarev, Lioudmila Savitskaïa. | Le 3 mars 2022, la diffusion a été suspendue pour une période indéfinie sur décision du PDG Natalia Sindeïeva en raison de changements législatifs qui rendraient impossible la couverture objective des événements survenus lors de l'invasion de l'Ukraine par la Russie. |  |
| Glasnost Defence Foundation       | Après la désignation de la fondation comme agent étranger l'Organisation pour la sécurité et la coopération en Europe et le conseil des droits de l'homme auprès du président de la fédération de Russie critiquent la décision. | en activité |  |
| Golos (ONG)                       | La seule organisation indépendante de surveillance des élections en Russie, a reçu l'ordre du ministère russe de la Justice de se déclarer comme « agent étranger » pour avoir accepté un prix du Comité norvégien d'Helsinki. Après que le GOLOS a refusé de s'enregistrer, déclarant ne pas avoir accepté l'argent du prix, il a été condamné à une amende et suspendu pour six mois,. La police russe a ensuite fait une descente dans les bureaux et au domicile des employés et a confisqué du matériel. | en activité |  |
| Centre analytique Levada          | Le seul institut de sondage indépendant de Russie, recevait entre 3 et 1,5 % de son budget total de l'étranger. Il a fait l'objet d'un avertissement public indiquant qu'il serait éligible en vertu de la loi. Levada a déclaré avoir suspendu le financement étranger en 2013. En 2016, l'institut de sondage a été désigné comme agent étranger, l'empêchant de travailler sur l'élection à venir,. Le directeur de Levada a déclaré que cette désignation pourrait signifier que Levada ne serait pas en mesure de poursuivre son travail de sondeur. | en activité |  |
| Lev Ponomarev                     | Le célèbre militant russe des droits de l'homme a été étiqueté comme « personne exerçant des fonctions d'agent étranger des médias » le 28 décembre 2020. | |  |
| Meduza                            | Meduza est un média letton qui n'a pas de succursales ou de bureaux de représentation en Russie. Meduza publie des documents sur son site web en russe et en anglais. Le 23 avril 2021, le ministère russe de la Justice a désigné Meduza comme un média étranger remplissant les fonctions d'un « agent étranger »,. En réponse, l'Union européenne a rejeté cette décision, affirmant que cette restriction « va à l'encontre des obligations internationales de la Russie et de ses engagements en matière de droits de l'homme »,. | en activité |  |
| Memorial                          | La plus ancienne des organisations russes qui se consacrent à la prévention d'un retour à l'autoritarisme a également refusé de s'enregistrer en vertu de la loi. Elle a fait l'objet d'un audit officiel et a fourni 8776 pages d'informations documentant ses activités. Elle a été inscrite au registre en 2015. Le 28 décembre 2021, la Cour suprême de Russie a ordonné la fermeture de Memorial. Le groupe a l'intention de faire appel de cette décision. | fermé |  |
| Mikhaïl Khodorkovski              | Le célèbre homme d'affaires et homme politique russe en exil a été désigné comme « agent étranger » le 20 mai 2022 en raison de son soutien à l'Ukraine et aux émigrés politiques russes lors de l'invasion de l'Ukraine par la Russie. | |  |
| Radio Free Europe/Radio Liberty   | En 2017, le gouvernement russe a placé le service russe de Radio Free Europe, six autres services d'information en langue russe de Radio Free Europe et Current Time TV sur cette liste. Les amendes infligées à Radio Free Europe s'élèvent à environ 70 millions de roubles (950 000 dollars). | en activité |  |
| Transparency International (TI-R) | Transparency International a été déclaré éligible à ce label en 2013. La raison invoquée était que TI-R recevait de l'argent de sources étrangères et qu'elle faisait partie de la Commission d'experts pour une gouvernance ouverte en Russie, qui traite des activités politiques. TI-R estime que sa position au sein de la Commission d'experts pour une gouvernance ouverte en Russie devrait l'empêcher d'être obligée de s'enregistrer comme agent étranger, étant donné qu'il s'agit d'un statut désigné par le gouvernement russe. TI-R affirme également que l'expression « activité politique » est définie de manière trop large dans la loi, et qu'elle doit être définie de manière étroite et spécifique. Malgré les objections de TI-R, en avril 2015, le ministère russe de la Justice a placé Transparency International sur sa liste des « agents étrangers ». | en activité |  |
| Ilya Proussikine                  | Le chanteur du groupe Little Big a été ajouté à la liste des agents étrangers par le gouvernement Russe en 2022 pour ses propos anti-guerre et anti-propagande, notamment via leur clip "Generation Cancellation". Dans la description de leur clip sur YouTube on peut lire “La guerre n’est pas finie. Non à la guerre en Ukraine. Non à toutes les guerres. Personne ne mérite la guerre”. Il déclare également au nom de son groupe :"Nous condamnons les actes du gouvernement russe, et nous sommes tellement dégoûtés par la propagande militaire du Kremlin que nous avons décidé de tout plaquer pour quitter le pays.”. Lui et Sonya Tayurskaya, chanteuse de Little Big, ont quitté la Russie pour vivre aux États-Unis peu avant d'être ajoutés à la liste. | en activité |  |

## Réactions

### Russie
Le commissaire russe aux droits de l'homme, Vladimir Loukine, et plusieurs groupes non gouvernementaux ont déposé un recours auprès de la Cour constitutionnelle russe, faisant valoir que la loi violait les dispositions constitutionnelles sur la liberté d'association (article 30) et que les définitions des « activités politiques » et des « agents étrangers " dans son texte étaient trop vagues,. Le 8 avril 2014, le tribunal a décidé que la loi ne portait pas atteinte au droit constitutionnel d'association et que la désignation d'agent étranger était dans l'intérêt public.
Le Conseil présidentiel russe pour les droits de l'homme, citant le ciblage de Dynasty Foundation et du Comité contre la torture, a demandé au Plénum de la Cour suprême d'examiner la pratique des tribunaux dans l'application de la loi.
En février 2016, le Centre PEN russe a publié une lettre ouverte pour protester contre les amendements à la loi qui définissaient « l'activité politique » comme une activité visant à influencer le gouvernement ou l'opinion publique.

### International
Le secrétaire général du Conseil de l'Europe, Thorbjørn Jagland, a exprimé ses inquiétudes au sujet de la loi lors d'une conférence de presse conjointe avec Sergueï Lavrov, le ministre russe des affaires étrangères, déclarant que « [la loi] peut avoir un effet dissuasif sur la communauté des ONG, en particulier si cette loi n'est pas mis en pratique de la bonne manière".
Catherine Ashton, la haute représentante de l'Union pour les affaires étrangères et la politique de sécurité auprès de l'Union européenne, s'est dite préoccupée par la loi et les raids qui en ont résulté, déclarant que « les inspections et les perquisitions lancées contre la communauté des ONG russes et menées sur de vagues motifs juridiques sont inquiétantes. car ils semblent viser à saper davantage la société civile du pays ».
La chancelière allemande Angela Merkel a publiquement réprimandé le président Poutine lors de sa visite à Hanovre, peu de temps après que des responsables russes ont fouillé et confisqué des documents et du matériel de deux ONG allemandes opérant en Russie.
Le ministre allemand des Affaires étrangères, Guido Westerwelle, a déclaré que les mesures contre les organisations à but non lucratif étaient inacceptables et a averti par l'intermédiaire d'un porte-parole qu'elles pourraient « avoir un effet durable sur les relations bilatérales ».
Le secrétaire d'État adjoint des États-Unis, Michael Posner, a critiqué le projet de loi lors d'un discours devant la Commission Tom Lantos des droits de l'homme, déclarant : « Nous sommes profondément préoccupés par la détérioration du climat pour la liberté des médias en Russie. Plus tôt ce mois-ci, la Douma a adopté des lois autorisant la censure d'Internet et la recriminalisation de la diffamation. La Douma a également discuté de l'étiquetage des organes d'information financés au niveau international en tant qu'“agents étrangers” – un terme stigmatisant désormais également appliqué aux ONG »".
L'Assemblée parlementaire de l'OSCE, dans sa « Déclaration d'Helsinki » de juillet 2015, a appelé la Russie à « mettre fin à ses tentatives de stigmatiser et de discréditer les groupes de la société civile en les qualifiant d'agents étrangers ».
La Commission de Venise du Conseil de l'Europe a émis un avis soulevant « plusieurs problèmes graves » avec la formulation et la mise en œuvre de la loi selon les normes du Conseil de l'Europe. Elle a appelé la Russie à reformuler les vagues critères d'« activités politiques », et à abandonner le terme « agent étranger », précisant qu'« en faisant revenir la rhétorique utilisée pendant la période communiste, ce terme stigmatise les sous-officiers auxquels il s'applique, ternissant leur réputation et entravant sérieusement leurs activités ».
Le 6 juillet 2021, le nouvel avis de la Commission de Venise sur le droit russe des agents étrangers a été publié. Selon la conclusion de la Commission de Venise, les récents amendements à la législation russe sur les « agents étrangers » vont clairement dans le sens d'un élargissement du champ d'application des entités et des individus qualifiés d'« agents étrangers » ainsi que d'un élargissement des obligations et des restrictions imposées à ces entités et individus. Les récentes modifications augmentent également de manière significative les sanctions (administratives et pénales) en cas de non-respect de ces réglementations. Dans le même temps, ils ont tendance à utiliser une terminologie vague et trop large et n'ont pas de rapport raisonnable avec les buts prétendument poursuivis. En conséquence, elles constituent de graves violations des droits humains fondamentaux, notamment les libertés d'association et d'expression, le droit à la vie privée, le droit de participer aux affaires publiques, ainsi que l'interdiction de la discrimination. La Commission de Venise est particulièrement préoccupée par l'effet combiné des modifications les plus récentes sur les entités, les individus, les médias et la société civile en général. La Commission de Venise met en garde contre l'effet dissuasif important que les récentes réformes sont susceptibles d'avoir sur le libre exercice des droits civils et politiques qui sont vitaux pour une démocratie efficace. L'effet combiné des réformes récentes permet aux autorités d'exercer un contrôle important sur les activités et l'existence des associations ainsi que sur la participation des individus à la vie civique. La Commission de Venise recommande aux autorités russes d'abandonner le régime spécial d'enregistrement, de signalement et d'exigences de divulgation publique pour les associations, les médias et les personnes recevant un « soutien étranger », y compris les sanctions administratives et pénales qui y sont liées. Alternativement, la Commission de Venise appelle les autorités russes à réviser en profondeur non seulement les amendements les plus récents, mais l'ensemble de leur législation sur les « agents étrangers » en restreignant considérablement la définition juridique d'un « agent étranger » afin de servir l'objectif déclaré de transparence. Plus précisément, les notions d'« activités politiques » et de « soutien étranger » devraient être abandonnées au profit d'indicateurs permettant de suivre de manière fiable les formes répréhensibles d'ingérence étrangère. Au minimum, l'étiquette stigmatisante et trompeuse d'« agent étranger » devrait être abandonnée au profit d'une désignation plus neutre et précise. Cette nouvelle désignation ne devrait pas servir de critère pour interdire l'accès à la fonction publique. De même, les sous-officiers et les médias ainsi désignés ne devraient pas être interdits de participer aux activités de la campagne. Les sanctions pénales, y compris en particulier le travail obligatoire et la privation de liberté, ne devraient pas être appliquées aux violations des exigences d'enregistrement, de déclaration et de divulgation publique pour les « agents étrangers », même selon la définition étroite de cette désignation. De plus, la peine de liquidation des sous-officiers devrait être réservée aux cas extrêmes de violations menaçant la démocratie.

### ONG
En 2015, le fonds de soutien à la science et à l'éducation « Dinastia » dirigé par Dmitri Zimine, fondateur de Vympelcom, a fermé après avoir été contraint de se qualifier d'« agent étranger ». Cette décision du ministère de la Justice a suscité de nombreuses critiques car « Dinastia » n'était pas impliquée dans la politique et se concentrait entièrement sur l'éducation nationale en Russie. Il n'a pas non plus reçu de fonds de tiers étrangers, se contentant de conserver une partie de leurs fonds sur des comptes bancaires étrangers. Après des protestations massives de la communauté universitaire contre cette discrimination, Zimine a tenté de faire appel et quand ils sont restés infructueux, il a décidé de fermer le fonds et a quitté la Russie,.
Le Comité contre la torture a également déclaré que l'organisation serait fermée après avoir perdu un recours contre le ministère de la Justice le qualifiant d'« agent étranger »,.
Selon Human Rights Watch, en août 2016, au moins 13 groupes ont choisi de fermer plutôt que de porter l'étiquette d'« agent étranger ».
Depuis que la loi a été votée en Russie, Transparency International-Russie (TI-R) la combat. En novembre 2012, le conseil d'administration du Centre de TI-R a publié une déclaration déclarant la loi inconstitutionnelle, affirmant qu'elle portait atteinte à leurs droits de s'organiser et de participer à la gouvernance. TI-R affirme que la loi sur les « agents étrangers » promulguée par le gouvernement russe est inconstitutionnelle selon la constitution russe sur la base de ses articles concernant la liberté d'expression et le droit de participer à la gouvernance. TI-R a elle-même été placée sur la liste des agents étrangers en 2015.